# 猟友会
猟友会（りょうゆうかい）とは、特定の条件を満たした狩猟者団体の日本での統一名称。かつて日本統治下にあった韓国でも各地の狩猟団体に「獵友會（엽우회）」の名が残る。

## 概要
文献によれば、日本で最初に猟友会と名乗った団体は動物学者飯島魁らを中心に旧狩猟法制定3年前の1892年に結成されている。会頭を務めたのは貴族院議員の大村純雄。
その後、軍や警察の下部組織として名称が用いられるようになった。多くの場合、警察署長が猟友会長を兼任した。帝国在郷軍人會が、毛皮を安定供給するために地元の狩猟者をとりまとめたことが始まりとされる。
第二次大戦後は民間団体のみになり、大日本聯合獵友會をルーツとする大日本猟友会が都道府県猟友会とその支部や地区猟友会を傘下に置いている。都道府県猟友会の傘下組織の名称は「△△猟友会」あるいは「〇〇県猟友会△△支部」となる。（地区猟友会は市町村単位のため市町村猟友会とも称されるが、千葉県猟友会のみ単位猟友会と表現する）
基本的には地区猟友会に入会することで自動的に都道府県猟友会と大日本猟友会の構成員となるシステムである。
各年度でばらつきはあるものの、2000年代までは狩猟免許所持者の6割から8割が猟友会会員となっていたが、2010年代に入り5割程度に落ち込んだ。
戦前の猟友会残党が射撃協会を結成した秋田県のように、戦後の射撃競技の発展に繋がった側面がある。また、日本統治下の韓国では一部の猟友会が抗日運動に加担した例もある。

## 活動
委託された害獣駆除の他に、安全啓発運動、射撃会、新人育成、用具販売などの事業も行う。その場合、青年部などが独自の活動を行う事もある。
女性部のある猟友会は大阪府猟友会たんぽぽ会、和歌山県猟友会女性部（2018年10月設立）、福井県猟友会女性部会（2019年1月設立）など数える程しかない。
また、多くの団体は狩猟・捕獲の他に、希少鳥獣の保護・放鳥・放流なども行なっている。

## 歴史

### 近代
明治末期から昭和初期にかけて第一次世界大戦による好況、散弾銃の輸入増加、国際毛皮市場の参入などが重なり狩猟人口が増加した。この時期に複数の雑誌が創刊している。
雑誌『猟之友』（1891年、敬業社）、『銃猟界』（1911年頃、金丸鉄砲店）、『狩猟と畜犬』（1925年、狩猟と畜犬社）。ただし、どれも直接販売のみで、書店には流通していない。
『猟之友』主宰でのちに日本鳥学会を設立した動物学者飯島魁が、貴族院議員の大村純雄伯爵を会頭に迎えて、1892年に日本初の猟友会を設立する。
1895年、狩猟法制定。1918年の改正により、狩猟鳥獣を除いて原則として野生鳥獣の狩猟が禁止となる。
1925年にニホンカモシカ、1928年にニホンカワウソが狩猟獣から除外される。ただし、軍部はカモシカ猟を黙認していたとされる。
1929年9月、各地の猟友会を管轄する組織「大日本聯合獵友會」が赤坂三会堂ビルを事務所に設立。初代理事長は児島富雄（児島惟謙の次男。のちに『最新射撃大観』を出版）。1930年9月からは機関紙『狩獵界』を発行。
1931年、鳥類学者で飯島の教え子鷹司信輔貴族院議員が大日本聯合獵友會会長に就任。※理事長制は廃止
1934年、猟犬愛好家らが参加した民間団体「大日本狩猟犬倶楽部関東部会」が発足。その後は、全日本猟犬倶楽部を新たに設立。名称も全日本猟友倶楽部→全日本狩猟報国会→全日本狩猟倶楽部と変遷した。ちなみに、同年には日本野鳥の会が設立、ニホンカモシカが天然記念物に指定されている。
1936年、全狩猟倶楽部機関紙『全狩』創刊。
1939年8月、大日本聯合獵友會が社団法人となり大日本獵友會に改名。初代会長は光永星郎貴族院議員。
戦時中は軍需品として毛皮や羽毛の需要が高まり、各地の猟友会が成果をあげる。戦時中に集まった毛皮はウサギ100万匹だったと言われる。大日本獵友會は1942年に猟銃7万丁を供出、1945年に飛行機猟友号15機を献納した。

### 現代
1945年、大日本獵友會が狩猟の継続を連合軍総司令部に陳情し、害獣駆除などが認められる。1946年、鷹司信輔が会長就任。徳川義親が会長就任。
1950年、大日本獵友會が機関紙『日本猟友』刊行。
1950年代から1970年代にかけて全国的な狩猟ブームが続いた。最盛期の1978年には猟友会会員は42万人を数えた（同年の狩猟免許所有者数は約51万人）。
1957年、『狩獵界』の後継誌『狩猟界』（狩猟界社）創刊。
1958年、狩猟法改正により丙種免許（のちの第二種銃猟免許）新設。
1963年、狩猟法の名称が鳥獣保護及狩猟ニ関スル法律に変更。入猟税と狩猟免許税（のちの狩猟者登録税）新設。
1966年から農林省の委託でキジやヤマドリなどの保護に取り組む。
1969年、民俗学者武藤鉄城が30人以上に聞き取り調査をした『秋田マタギ聞書』を出版。
1971年、環境庁新設に伴い、主務官庁や鳥獣法の所管が農林省（林野庁）から移行。
1974年、大日本猟友会・都道府県猟友会による全国の小中学校を対象とした野鳥愛護校指定制度が開始。
矢口高雄が秋田県のマタギを描いた連載漫画『マタギ列伝』（1972年）、『マタギ』（1975年）を発表。（『マタギ』は1976年第5回日本漫画家協会賞大賞受賞）
1975年、大日本猟友会が新制度の狩猟災害共済事業を開始。
1977年、大日本猟友会がパリに本部がある狩猟動物及び野生生物保全国際評議会（CIC）に加盟。
1978年、鳥獣保護法改正。狩猟者登録制度、銃猟制限区域制度などが創設。狩猟者登録に3000万円以上の保険加入あるいは同等の賠償能力の証明が条件となる。同年、猟友会による安全狩猟射撃大会が開始。
近世までの狩猟は大型の害獣駆除中心、近代に入り趣味的なバードハンティングや生業として毛皮用の小型動物の狩猟に変化したが、1960年代から化学繊維が普及し、毛皮の取引目的の狩猟が生業として成立しなくなる。さらに、高度経済成長による宅地開発や働き方の変化による地方の過疎化により、農林業被害の深刻化とともに有害鳥獣の駆除が求められるようになり、対象も再び大型動物の狩猟・捕獲へと変化したく。
狩猟関連雑誌の最多記事数も1980年代を境にウサギからイノシシ・シカへと変遷した。
1980年代のゴルフブームなどの影響もあり、日本のスポーツハンティングが衰退したことで猟友会会員数は減少の一途をたどった。伝統的な儀礼を重視してきたマタギ集団も、この頃には儀礼を重視しない若手が多数を占めるようになった。
1980年代は主に、実験場用地の取得や植栽事業、保護活動への助成などを行う。
1983年にクマ・ヒグマ捕獲のための箱罠使用が禁止。1992年には同様にくくりわなが禁止される。
2003年、全会員にオリジナルデザインのベストと帽子を支給。（着用は任意）
2004年、狩猟者登録税と入猟税が廃止となり、狩猟税が新設される。
2005年、大日本猟友会公式サイト開設。
2005年、北海道中川郡に社員全員が料理人兼ハンターの食肉関連企業「ELEZO」が創業する。ハンターを社員として採用した企業は日本初とされる。
2006年、安全狩猟射撃大会が地区ブロック制に変更。
2007年、法改正でトラバサミが禁止。また、「網・わな猟免許」が「網猟免許」と「わな猟免許」に分離。
2008年、鳥獣被害防止特別措置法施工。被害対策のために地方公共団体による自衛隊の出動要請が可能になる。ただし、土木工事等の受託（自衛隊法第100条）による枠組みでの対応を基本とする。
2009年、改正銃刀法で28年ぶりに銃所持資格が厳格化され、自殺の恐れがある者や破産者、ストーカー、DV加害者などが欠格事由に追加。他にも、猟銃安全指導委員制度の新設、精神保健指定医師作成の診断書提出や高齢者の認知機能検査、保管設備の確認審査や3年毎の技能講習受講、実包の消費や譲渡などを帳簿により管理することなどが追加。さらに、努力義務として射撃訓練、銃と弾を別々の建物に保管することが加わった。
2010年6月、大日本猟友会8代目会長に元衆議院議員の佐々木洋平が就任。佐々木は東京農大卒で前職が農家。1989年からは岩手県猟友会会長を務めた。10月、佐々木が代表となり大日本猟友政治連盟を設立。2013年第23回参議院議員通常選挙に自民党「鳥獣捕獲対策議員連盟」（2011年設立。推薦当時は二階俊博が会長代行）の推薦で出馬落選している。両連盟の密接な関係は猟友会の既得権益確保が絡んでいると揶揄された。2020年1月にも対策議員連盟の後援で猟友政治連盟が「自然と農山村を守る狩猟のつどい」を自民党本部で開催した。
2011年、狩猟免許を持つ岡山県の集落出身の漫画家岡本健太郎の『山賊ダイアリー リアル猟師奮闘記』がヒット作となり、若い世代の狩猟への認知度に影響を与えた。
2012年、「一般社団法人 大日本猟友会」設立。
2012年、環境庁主催で人材育成のための例年行事「狩猟の魅力まるわかりフォーラム」が開始。（2017年にはわな猟免許所持者の緑山のぶひろの『罠ガール』、2019年には安島薮太が『クマ撃ちの女』を発表している。）
2013年、農林水産省により各自治体ごとに異なっていた有害鳥獣捕獲の報奨金額が統一される。
2013年、改正鳥獣法特別措置法施行。（ジビエ推進、技能講習の免除など）
2013年、大日本猟友会が「目指せ！狩りガール」公式サイトを開設。
この頃からジビエ料理がメディアでも取り上げられるようになる。ジビエブームや2014年11月に厚生労働省が「野生鳥獣肉の衛生管理に関する指針」を発表したのを受けて、ぐるなび総研が世相を反映して選ぶ「今年の一皿」にジビエ料理が選出される。
2014年頃から若手女性狩猟者を「狩りガール」とメディアが持ち上げるようになる。女性ハンターは2006年からの10年でおよそ3倍増（1238→4181）している。2019年、前年に発足した和歌山県猟友会女性部が「女性ハンターたちのPRイベント〜狩りガールフェスタ」を開催。
2015年、改正鳥獣保護管理法施行。（網猟及びわな猟免許取得可能年齢が20歳から18歳に引き下げ。認定鳥獣捕獲等事業者制度開始など）
2016年、ドローン操縦技術者育成事業開始。
2017年、構成員向けのベストと帽子のデザインを変更。

## トラブル
薬事法違反
2005年に石川県猟友会加賀支部が総会で熊胆の入札会を催したことが発覚。薬事法違反に該当するため石川県薬事衛生課の指導を受けた。会場には大聖寺警察署生活安全課長も同席していた。また、2013年には金沢支部が許可を得ずに1g2700円で熊胆を会員に有料配布したことが発覚。県は「一般への販売にはあたらず違法性はない」との見解を示したが、同支部の判断により中止された。
証拠写真の使い回し
2016年、鹿児島県霧島市で市が任命した捕獲従事者による証拠写真の使い回しが発覚。調査の上、翌年5月に捕獲従事者29人による252件分（報奨金計約241万円）を虚偽報告と認定し、全員を資格停止処分にした。
虚偽報告
2017年に兵庫県佐用町でも防獣ネットにかかったイノシシを報奨金対象の箱罠による捕獲と虚偽申告した例など各地で問題となり、2017年に農林水産省が各自治体に確認方法を報告するよう指示する事態となった。当時の調査では現地確認方式をとっていた自治体は159地区。残りの770地区は写真や耳・尻尾などの証拠物で確認しており、写真撮影のルールを定めていない自治体も100地区以上あった。報奨金制度は意欲の維持など一定の価値はあるものの、駆除しやすい場所での捕獲が増えるだけで根本的な被害対策にならないとの指摘や、駆除後に死骸を放置するものが多いなどの問題がある。
使途不明金
2017年5月、奈良県猟友会に2900万円もの使途不明金が発覚。同月に死亡した前会長は生前に疑惑を否定しながらも会計管理の不備を認めていた。
出動手当の金額
2018年に住宅地のクマ被害が多発した島牧村（北海道島牧郡）が同地区猟友会に支払った計1000万の出動手当が近隣地域と比べて多すぎることが村議会で争点となり、翌年度は時給3750円、上限を総額240万円とする条例を制定。これに反発した猟友会は2019年から駆除活動をボイコットした。2020年春にクマの出没情報が前年比3倍となる事態を受けて、7月に猟友会への助成金拡充に関する条例を改正。これを受けて約1年半ぶりに活動を行なった。
生命への軽視行為
2019年3月、福井県猟友会大飯支部会員で高浜町議会議員の児玉千明がFacebookに投稿した狩猟後の写真が「命を軽視するような行為」で不適切だとして炎上、同町議会事務局にも抗議が殺到し、さらに女優の杉本彩が代表理事を務める動物愛護団体「動物環境・福祉協会Ｅｖａ」が、議員辞職を求める要望書を同町議会事務局に送付する騒ぎとなり、議長は議員に対し口頭で厳重注意をした。
抗議の内容は命を軽視するコメント、包丁を持って獲物の肉塊と映ること、鹿皮製の蝶ネクタイの装着、撮影時にアヘ顔をしていることなど多岐にわたったが、議員は「鳥獣処理のイメージアップ」のためと説明し、反省の弁を述べた。この騒動に対し著名無名を問わず賛否両論が勃発。大半は批判意見だったが、一部の現役猟師からは「解体の手順は丁寧であり、命を尊重している証拠」との擁護もあった。

### 砂川市猟銃所持許可取り消し事件
砂川市猟銃所持許可取り消し事件は、2018年8月に北海道砂川市の依頼を受けて市職員と警察官立ち会いの下でライフル銃により仔ヒグマを駆除した当時北海道猟友会砂川支部長が、北海道公安委員会の許可なしに発砲したなどとして鳥獣保護法違反の疑いで書類送検され、不起訴後の2019年4月に銃の所持許可を取り消された事件。
この件を受けて、道猟友会の構成員らが銃による駆除を自粛したため、その後のクマ被害対策に影響を及ぼした。2020年5月、支部長は処分取り消しを求めて提訴した。
事件の不可解な経緯については様々な憶測があるが真相は不明。また、猟友会に対策を丸投げしてきた行政や、猟銃免許の存在意義などの問題点が浮かび上がった。
2021年12月17日、札幌地裁は処分取り消しの判決を下した。2024年10月18日、札幌高裁は処分を違法とした一審判決を取り消し、支部長側の請求を棄却した。2024年11月、北海道猟友会が、札幌高裁の判決を受けて、自治体からのヒグマの駆除要請に原則応じないよう、全71支部に通知する方向で調整していることが報じられた。同月同会は、市町村の要請に協力して市街地に現れたヒグマを猟銃で駆除する場合、自治体や警察と十分に協議するように注意喚起する通知を71支部に出すことを決めた。協力関係が築けない場合、支部が要請を拒否することに理解を示す内容も盛り込む、とした。